# Roman Vlasov
Roman Vlasov (n. 6 octombrie 1990, Novosibirsk, RSFS Rusă, URSS) este un luptător rus, medaliat olimpic. A participat la 2 ediții ale Jocurilor Olimpice (2012, 2016) în care a câștigat o medalie de aur.